# Libnotes diphragma
Libnotes diphragma là một loài ruồi trong họ Limoniidae. Chúng phân bố ở miền Cổ bắc.